# Peder Winstrup
Peder Pedersen Winstrup (Copenaghen, 30 aprile 1605 – Lund, 28 dicembre 1679) è stato un religioso danese.
Fu vescovo protestante danese-svedese di Lund.

## Biografia
Winstrup era il figlio del vescovo della Zelanda Peder Jensen Winstrup, che risiedeva a Copenaghen e insegnava Teologia all'Università. Nel 1623 divenne studente e andò nel 1625 a studiare principalmente teologia a Rostock, Wittenberg, Lipsia e dal 1630 Jena, dove visse con il teologo Johann Gerhard. Lasciò Jena nel 1632 con la pubblicazione di un'antologia di epigrammi. Tornato su richiesta dei suoi genitori, il giovane Winstrup, dopo aver conseguito il master all'Università di Copenaghen, vi divenne professore di filosofia e fisica nel 1633, cappellano di corte del re Cristiano IV dal 1635 e dottorato in Teologia nel 1636.
All'età di 33 anni, nel 1638, dopo che per molto tempo c'era stato un solo sovrintendente, divenne il primo vescovo evangelico a Lund, in Danimarca, all'epoca. Era considerato un abile diplomatico, poiché era tra il re svedese Carlo X Gustav e il re danese Federico III. mediato dopo la pace di Roskilde nel 1658, che rese Scania e Lund svedesi. Winstrup ha sostenuto l'incorporazione delle province appena acquisite nell'impero svedese ed è stato nominato cavaliere dal re. Su sua iniziativa, l'Università di Lund fu fondata nel 1666 e inaugurata nel 1668 per fornire un sostituto di Copenaghen per coloro che desideravano studiare nella regione. In Svezia, la sua lealtà rimase dubbia, soprattutto da quando la Scania fu nuovamente occupata brevemente dai danesi nel 1676 fino alla sanguinosa battaglia di Lund . Il suo avversario all'università era il teologo tedesco Bernhard Oelreich, che il nuovo re svedese Carlo XI. nominato vicerettore dell'università al posto di Winstrup. Winstrup fu accusato di alto tradimento da Oelreich, ma fu lui stesso promosso cancelliere dopo che Oelreich lasciò la Svezia nel 1671. Ha potuto rimanere in carica fino alla sua morte.

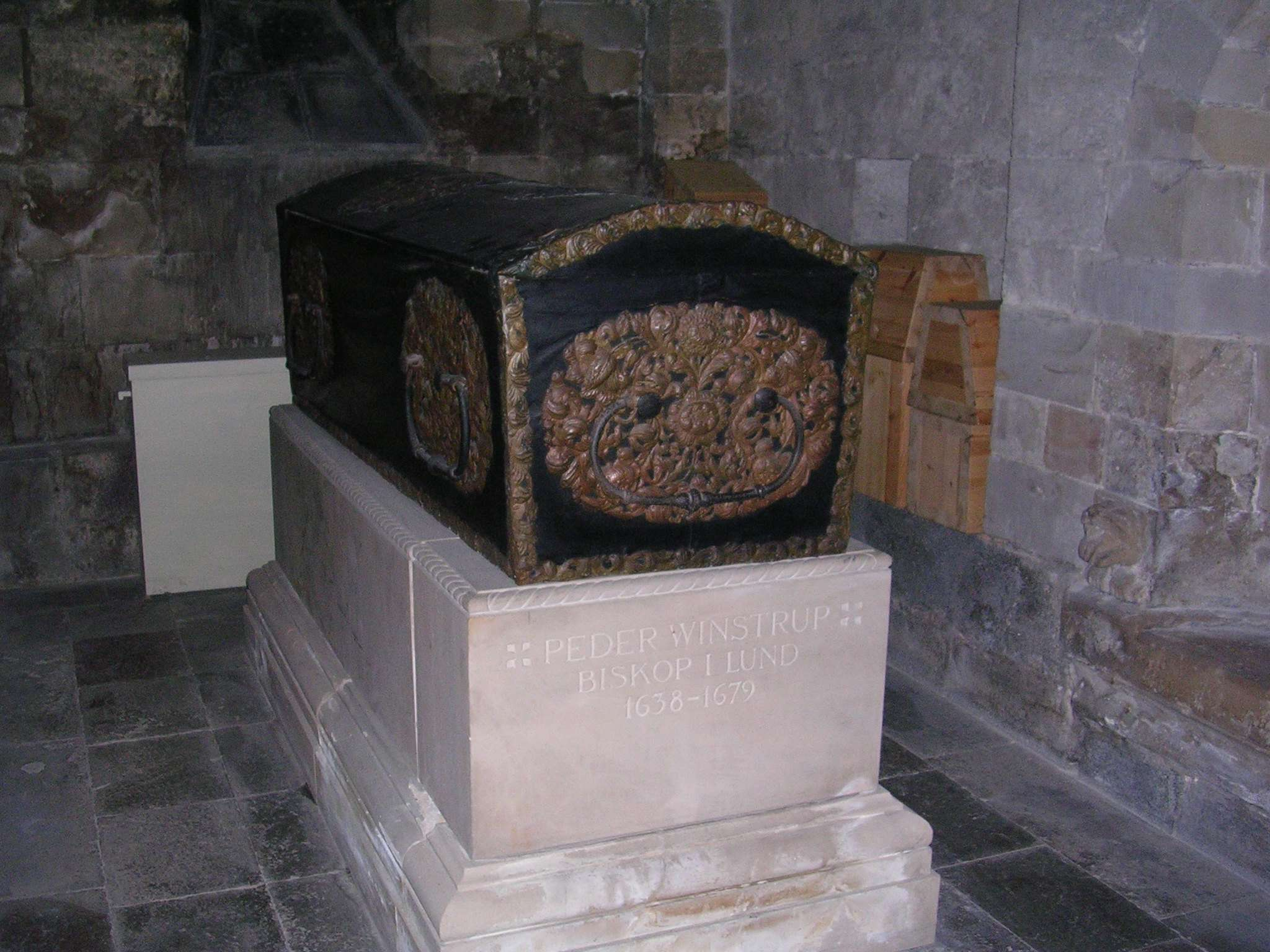
Tomba nella cattedrale di Lund

La sua tomba nella cattedrale di Lund è molto ben conservata. I ricercatori sono stati in grado di decodificare il suo DNA. Nel 2021 è stato stabilito che un maschio nato morto sepolto nella sua tomba era imparentato con lui, forse suo nipote. In tal caso, il feto sarebbe l'ultimo rappresentante maschile del sesso del vescovo.

## Opere
- (DE) Petri P. Winstrupii Dani Epigrammatum Libri Tres. Jena: Lobenstein 1632 Copia digitale, Università della Turingia e Biblioteca di Stato Jena
- (DE) Den danske Hornblæser, det er en digt om Hr. Christians Danmarchis udvalde Prindses Guld-Horn som bleff fundet udi Jylland anno 1639, 1644 (vedi anche: Corni d'oro di Gallehus)